# Leslie (Georgia)
Leslie es un pueblo ubicado en el condado de Sumter en el estado estadounidense de Georgia. En el censo de 2000, su población era de 455.

## Demografía
En el 2000 la renta per cápita promedia del hogar era de $24,773, y el ingreso promedio para una familia era de $29,821. El ingreso per cápita para la localidad era de $15,243. Los hombres tenían un ingreso per cápita de $30,625 contra $21,607 para las mujeres.

## Geografía
Leslie se encuentra ubicado en las coordenadas 31°57′18″N 84°5′13″O / 31.95500, -84.08694 (31.954900, -84.086904).
Según la Oficina del Censo, la localidad tiene un área total de 4,6 km² (1,8 mi²), de la cual 4,6 km² (1,8 mi²) es tierra y 0 km² (0 mi²) (0.00%) es agua.